# Balcón de Huaura
El balcón de Huaura es un monumento ubicado en la plaza de armas de Huaura desde donde José de San Martín declaró por primera vez la independencia del Perú. Fue declarado monumento histórico por la Ley N.º 9636 del 28 de octubre de 1942. 

## Historia
La casa donde se encuentra el balcón fue construida a inicios del siglo XVII a base de quincha, barro y madera de Nicaragua. Consta de una fachada, un zaguán y un patio principal que distribuye el espacio. Perteneció a Fermín Francisco de Carvajal Vargas, duque de San Carlos, Correo Mayor de las Indias y Grande de España.
Tras el desembarco en Paracas de la Expedición Libertadora del General San Martín y del fracaso de la Conferencia de Miraflores, el Libertador traslada su cuartel general de Pisco a Huaura, tomando la que era la Receptoría de la Real Aduana de Lima que se situaba en el centro de la población, frente a la plaza de armas. Desde el balcón de este edificio, el 27 de noviembre de 1820, San Martín realizó la primera solemne declaración de independencia del Perú. No existen documentos que avalen este hecho, pero el consenso de los historiadores es amplio con lo que se deduce que estando San Martín en Huaura realizó una proclama independentista al pueblo peruano.
En 1821 fue sede de la Presidencia del recién independizado estado, y en 1836, durante la efímera Confederación Perú-Boliviana, fue Casa de Gobierno del Estado Nor-Peruano, realizándose en sus instalaciones la Asamblea de Huaura que elaboró su Constitución Política y declararía formalmente la federación con los estados Sud-Peruano y Bolivia.

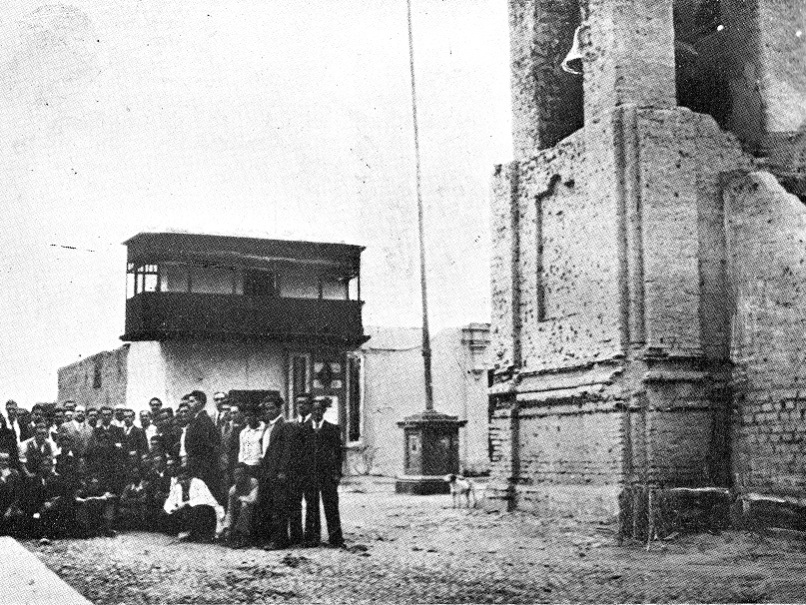
El balcón de Huaura en la década de 1920.

Por Resolución Suprema del Ministerio de Fomento el 29 de junio de 1921 el Gobierno de Augusto B. Leguía consideró de utilidad pública su adquisición para la celebración el Centenario de la Independencia del Perú. En esa celebración se realizó una gran manifestación en la localidad, teniendo como escenario principal el también conocido como Balcón de la Independencia.
Desde 1974 fue reacondicionado para ser un espacio museístico, denominado oficialmente en 1996 como Museo Monumental de la Municipalidad Distrital de Huaura.
En 2019 se iniciaron los estudios para el proyecto de restauración del edificio con perspectiva a la celebración del Bicentenario de la Independencia.